# バプスク (ルブリン県)
バプスク(Babsk) [bapsk] はポーランド東部のルブリン県ヴウォダヴァ郡の基礎自治体グミナ・ウルシュリンにある村である。

## References
1. ↑  “Central Statistical Office (GUS) - TERYT (National Register of Territorial Land Apportionment Journal)” (Polish). 2008年6月1日閲覧。